# 9 пісень
«9 пісень» (англ. 9 Songs) — еротичний фільм 2004 року, знятий режисером Майклом Вінтерботтомом.

## Сюжет
Фільм розповідає історію любовних і сексуальних відносин Метта, вченого, що досліджує Антарктиду, і студентки Лізи. Вони зустрілися на рок-концерті і їхні стосунки тривали деякий час, поки Ліза не виїхала до себе додому.

## Історія створення
Фільм знімався без сценарію. Всі діалоги — продукт акторської імпровізації і пропозицій режисера. Перед початком зйомок актори Кіран О'Брайан і Марго Стіллі пройшли короткий репетиційний період, під час якого їм належало вирішити, чи готові вони продовжувати зйомки. За іронією долі частину матеріалу, знятого в цей період, увійшла в остаточну версію фільму.
Майкл Вінтерботтом хотів включити в картину фрагменти живих концертних виступів, які проходили в Лондоні в період з листопада 2003 року по лютий 2004 року. Згідно концертному графіку в зазначені терміни вписалися тільки Primal Scream, Super Furry Animals, Elbow, The Von Bondies, Franz Ferdinand, Black Rebel Motorcycle Club, The Dandy Warhols і Майкл Найман, концерт якого був присвячений 60-річчю композитора. Фільм «9 Пісень» знятий на цифрову відеокамеру без використання додаткового освітлення. Під час концертів у залі знаходилося три оператори, що знімали в аналогічній манері. Це дозволило знімальній групі залишитися непоміченою і зафіксувати справжню атмосферу рок-виступи.

## В ролях
| Актор                | Роль |
| -------------------- | ---- |
| Кіран О’Брайан       | Метт |
| Марго Стіллі         | Ліза |
| Майкл Найман         |      |
| Кортні Тейлор-Тейлор |      |
| Александр Капранос   |      |

## Факти
- Слоган фільму: «2 Lovers. 1 Year.»;
- Прем'єра в Англії — 11 березня 2005 року;
- Прем'єра в Україні — 24 березня 2005 року;
- Прем'єра в Америці — 22 липня 2005 року (обмежений прокат);
- Фестивальні прем'єри — Кембридж (16 липня 2004 року), Торонто (14 вересня 2004 року), Сан-Себастьян (18 вересня 2004 року), Фландерс (6 жовтня 2004 року), Dinard (жовтень 2004 року), Санденс (21 січня 2005 року), Роттердам (28 січня 2005 року), Дублін (12 лютого 2005 року), Гонконг (25 березня 2005 року);
- Марго Стіллі не хотіла, щоб її ім'я з'явилося в титрах фільму, і просила режисера замінити її ім'я на ім'я її героїні Лізи;
- Це перший британський фільм з яскраво вираженим сексуальним змістом, який отримав право вважатися фільмом основного, не спеціалізованого кінопотоку;
- Це також перший фільм, який балансує на межі порнографії, вийшов легально в кінотеатрах Ірландії;
- Фільм цілком знятий на цифрову відеокамеру;
- На зйомки картини знімальній групі було дано 10 тижнів, проте фільм знімався протягом 5 місяців;
- Кіран О'Брайан і Марго Стіллі не спілкувалися одне з одним під час зйомок фільму;
- Фільм заборонений до широкого показу в Білорусі;

## Саундтрек
- «C'mon c'mon» (Live) — The Von Bondies
- «Fallen Angel» (Live) — Elbow
- «Jacqueline» (Live) — Franz Ferdinand
- «Love Burns» (Live) — Black Rebel Motorcycle Club
- "Movin' On Up (Live) — Primal Scream
- "Slow Life (Live) — Super Furry Animals
- «The Last High» (Live) — The Dandy Warhols
- «Whatever Happened To My Rock and Roll» — Black Rebel Motorcycle Club
- «Debbie» і «Nadia» — Майкл Найман
- «Madan» (Exotic Dance Mix) — Salif Keita
- «Michael» — Franz Ferdinand
- «Sola» & «Platform» — Melissa Parmenter
- «Horse Tears» — Goldfrapp
- «I've Got Your Number» — Elbow